# Chiesa di Santa Caterina Martire (L'Aquila)
La chiesa di Santa Caterina Martire, detta anche chiesa della Ruota, è un edificio religioso dell'Aquila, situato nel quarto di San Pietro.
Fu edificata tra il 1747 e il 1752 su progetto di Ferdinando Fuga, recuperando parzialmente il preesistente oratorio di San Girolamo (1570), afferente alla confederazione dell'oratorio di San Filippo Neri e rimasto distrutto nel sisma del 1703.

## Storia
Le sue origini risalgono al 1570, quando fu edificato un primo oratorio intitolato a San Girolamo; questo si legò da subito alla confederazione dell'oratorio di San Filippo Neri, che si istituì ufficialmente all'Aquila nel 1607. Il San Girolamo costituiva l'estremità occidentale del complesso aquilano dei filippini — che si andò a completare nel corso del XVII secolo con l'edificazione della chiesa di San Filippo e dell'annesso convento — ed era collegato al San Filippo mediante un passaggio sopraelevato.
Il San Girolamo rimase distrutto nel terremoto dell'Aquila del 1703, cosicché i filippini vendettero il sito alle monache di Santa Caterina che avevano la loro sede nell'antica chiesa di Santa Caterina da Siena in via Sassa; anche quest'ultima era rimasta danneggiata dal sisma ed era stata restaurata poco dopo, ma l'ordine decise comunque di edificare una nuova chiesa su modello dei nuovi oratori in stile barocco. La volontà di adeguarsi al nuovo gusto architettonico determinò anche la chiamata di uno degli architetti di maggior prestigio dell'epoca, ossia Ferdinando Fuga, già attivo in città nella ricostruzione del Sant'Agostino.
La chiesa è rimasta danneggiata dal terremoto dell'Aquila del 2009 ed è in attesa di essere restaurata.

## Descrizione
La chiesa è situata in piazza San Biagio, nel locale di Amiterno, all'interno del quarto di San Pietro. È posta frontalmente alla basilica di San Giuseppe Artigiano, la principale chiesa del locale, e sul retro della chiesa di San Filippo della confederazione dell'oratorio di San Filippo Neri.

### Esterno
Il volume della chiesa chiude a settentrione la piazza degli Amiternini, oggi dedicata a San Biagio. Il fronte è convesso, suddiviso verticalmente in più settori da colonne e coppie di paraste, tutte in ordine corinzio, che reggono una massiccia trabeazione e al cui interno si posizionano portale principale e finestroni. Tale scelta architettonica, del tutto originale, era stata già ipotizzata da Ferdinando Fuga per la Chiesa di Santa Maria dell'Orazione e Morte ma, non essendo stata applicata nell'edificio romano, è stata riproposta nella Santa Caterina aquilana.
Al di sopra della trabeazione, in secondo piano rispetto al fronte convesso, si staglia il volume prismatico del tiburio rimaneggiato che contiene la cupola interna, con lanternino sulla sommità. La presenza di contrafforti, aggiunti successivamente, lascia ipotizzare che il tiburio originale del Fuga potesse avere le pareti concave, in antitesi a quelle del fronte sottostante ed in modo da assorbire, chiudendolo, lo spazio urbano della piazza.
Sul lato sinistro, la chiesa si propaga verso la discendente via Gaglioffi seguendo il dislivello mediante l'utilizzo di basamenti.

### Interno
L'impianto di Santa Caterina è unico nel panorama dell'architettura religiosa aquilana per la spazialità interna e la sinuosità delle trabeazioni, che ne accentuano il carattere radiale.
L'interno è ad aula unica, in pianta ellittica su croce greca; L'ellisse ha l'asse principale perpendicolare alla facciata e quattro intercolumni concavi mentre i due vani cappellari sono posti in corrispondenza degli assi generatori e si contrappongono ai vani dell'ingresso e del presbiterio. L'aula è a sua volta inscritta in un volume romboidale, con asse principale inverso rispetto a quello della chiesa, e che contiene anche gli spazi della sacrestia e del parlatorio. La volta è cupolata con spazio centrale che si protrae verso l'alto mediante lanternino.
L'altare maggiore è posto sull'intercolumnio fronteggiante l'ingresso, su colonnine corinzie sorreggenti un timpano curvilineo. Sull'altare è la Santa Caterina in trionfo di Giulio Cesare Bedeschini.